# 傘がない
「傘がない」（かさがない）は、日本のシンガーソングライターである井上陽水の楽曲。1972年7月1日に、自身の2枚目のシングルとしてポリドール・レコードからリリースされた。
デビュー・アルバム『断絶』からのシングルカットで、当初はヒットしなかったが、いつしか初期の陽水の代表曲といわれるようになった。ジャケット写真の石段は猿楽町からマロニエ通りに上がる「男坂」。

## 音楽性
歌のテーマは、当時の日本社会に多少の皮肉を込め、世の中で起きている学生運動よりも、今は自分が「君」（恋人）に会いに行かねばならないのに「傘がない」という問題のほうを考える必要があるというものである。
制作当時はまだ学生運動の季節だった。しかし過激化した学生運動は、アルバム『断絶』やシングル「傘がない」リリースの頃にはすでに下火になっていた。寺島実郎は1972年に吉田拓郎「結婚しようよ」、井上陽水「傘がない」を聴き、寺島は「大学のキャンパスにいた最後の年だったが、『政治の季節』が終わったことを確認した」と言う。
「傘がない」のリリースは、学生運動の勢いが下り坂になったあとに訪れた「シラケの季節」に丁度突入していたため、社会的問題に向き合わないミーイズム（meism: 自己中心主義）の登場とも言われた。陽水本人は、「別にそんなふうに考えて作った歌ではないんですよ。ただ単に、周りが政治の季節であったというだけのことで…」と語っている。すなわち制作当時は学生運動が盛んであったが、リリースまでの時間差が誤解を生じさせたのである。
筑紫哲也は「傘がない」を聴いたとき、「すごいのが出てきた」と面白がった。筑紫はキャスターを務めたテレビ朝日『日曜夕刊!こちらデスク』で「傘がない」を流し、2番を歌った。筑紫は深刻な顔で自国の将来を語るような憂国の番組にしてなるものかと思ったのである。陽水はその放送を観て「この人、分かってるな」と思った。筑紫の死後、陽水はこう語った。
2011年東日本大震災の発生によりツアーを中断、「しばらく歌う気になれなかった」陽水は2012年4月からの全国ツアーにおいて、「傘がない」は「今歌うことに疑問がある」、原子力に言及する「最後のニュース」は「今は適切でない気がする」と話した。

## 制作背景
ホリプロの制作担当で陽水のディレクター兼マネージャーだった川瀬泰雄は、1971年7月17日に後楽園球場で開催されたグランド・ファンク・レイルロードの日本公演「ロック・カーニバル#6」に陽水を招待した。「傘がない」は、悪天候に見舞われて伝説となった同公演で演奏された楽曲「ハートブレイカー」に影響を受けて誕生した。
ある時、陽水は川瀬のところへ行き、「こんな曲はどう?」と「傘がない」の原型を披露した。「ハートブレイカー」のコード進行は「Am-G-F-E7」を中心とするいわゆるアンダルシア進行と呼ばれるもので、「傘がない」にマッチした。川瀬は盗作かという点について、このコード進行はデル・シャノン「悲しき街角（ランナウェイ）」、ザ・ベンチャーズ「急がば廻れ（ウォーク・ドント・ラン）」などポップミュージックで多用されるものであり、メロディも異なると説明している。この時はサビがなく、彼はギターで「F」を押さえ、そのあたりの音でサビを作る提案をした。陽水は「Dm」を押さえ「つめたい雨が」以降のメロディを作った。
後年、川瀬は娘と陽水のコンサートに行った時に「傘がない」の演奏で当時を思い出して、彼女に「この曲のサビはウチで作ったんだよ」と言った。2人が楽屋へ行くと、陽水は彼女に「お父さん、『傘がない』を歌ってる時に、この曲、ウチで作った、と言ってたでしょう」と言った。
歌詞に関しては「都会では自殺する若者が増えている」の出だしが、この曲の代名詞にもなっているが、これはビートルズの「ア・デイ・イン・ザ・ライフ」の"I read the news today, oh boy."からインスパイアされたものである。

## 収録曲
| 全作詞・作曲: 井上陽水、全編曲: 星勝。 |                    |          |            |      |
| #                                      | タイトル           | 作詞     | 作曲・編曲 | 時間 |
| 1.                                     | 「傘がない」       | 井上陽水 | 井上陽水   | 5:30 |
| 2.                                     | 「感謝知らずの女」 | 井上陽水 | 井上陽水   | 3:05 |
| 合計時間:                              | 合計時間:          | 8:35     |            |      |

## クレジット
- ディレクター:多賀英典
- ミクサー:大野進
- カバー・デザイン:松尾博
- フォト:武藤義 ※陽水が小さくたたずみ、手に紙を1枚、ギターを脇に置いたジャケット写真はアルバム『断絶』同様で、『断絶』のアングルはこのシングルより広い。

## ミュージック・ビデオ
2008年のベスト・アルバム『弾き語りパッション』のミュージック・ビデオ（MV）に収録されている「傘がない」は、オダギリジョーが陽水の若かりし頃を演じる。俳優がアーティスト本人役を務める試みは業界初であった。横浜市の桜木町駅前で撮影。ミュージック・ビデオの歌声は陽水のもの。
オダギリジョーは陽水の大ファンであり、オダギリの好みは「氷の世界」という。2007年の映画『東京タワー 〜オカンとボクと、時々、オトン〜』で主演を務めたオダギリは、映画のパンフレットで「人生が二度あれば」の詞に感動したと語った。映画の原作者リリー・フランキーと陽水は親交が深い。陽水のレコード会社スタッフがこのパンフレットを見て陽水に持ち掛けて話が進み、依頼を受けたオダギリは快諾した。
この話が来ると、オダギリは陽水のライブDVDを観て役作りに臨んだが、「真似するのはやめました。独特な唄い方で似せることはできないですね」と、自己流の演技で行くことにした。2000人以上の通行人・ギャラリーの歓声に包まれて、1台のカメラで、「傘がない」をオダギリは長回し一発勝負のフルバージョンで歌い切った。陽水は「ハンサムだね。想像していたより、ずっといいね。しかも、すごく熱心だし。以前からCMや『東京タワー』など見てきましたが、本当に才能のある人だなと感じました」と評した。

## 収録アルバム
- 『断絶』（1972年5月1日）
- 『陽水ライヴ もどり道』（1973年7月1日）
- 『二色の独楽』（1974年10月1日） ※ギターのインストゥルメンタル。
- 『陽水生誕』（1975年7月21日） ※陽水に無断でリリースされ、発売禁止・回収となる。
- 『GOOD PAGES』（1975年7月1日）
- 『MUCH』（1982年3月5日）
- 『陽水ライブ ジェラシー』（1982年4月5日） ※1981年12月1日新宿厚生年金会館ライブのカセットテープ。
- 『明星』（1985年3月1日）
- 『井上陽水 全曲集』（1994年12月1日）
- 『GOLDEN BEST』（1999年7月28日）
- 『GOLDEN BEST SUPER』（2003年6月25日）
- 『弾き語りパッション』（2008年7月16日）

## カバー
- オフコース - 『秋ゆく街で』（1974年）収録。
- FLYING KIDS - 「我想うゆえに我あり」（1990年）収録。
- 斉藤和義 - 「砂漠に赤い花」（1996年）収録。
- ザ・モップス - 『2001 millennium+1 BEST』（2001年）収録。
- るり - 『るり式』（2002年）収録。
- 中森明菜 - 『歌姫3 〜終幕』（2003年）収録。
- UA - 『YOSUI TRIBUTE』（2004年）収録、映画『長い散歩』（2006年）の主題歌。
- MUCC - 『COVER PARADE』（2006年）収録。
- 鮫島有美子 - 『千の風になって〜新しい日本の抒情歌』（2007年）収録。
- J-Min - 『The Singer』（2008年）収録。
- YMCK - 『YMCK SONGBOOK 〜songs before 8bit〜』（2008年）収録。
- ケイタク - 『FOLK IS NOT DEAD』（2009年）収録。
- 寺岡呼人・奥田民生・鈴木英哉（Mr.Children） - 『Golden Circle』（2010年）に替え歌によるカバー収録。
- ダイアモンド✡ユカイ - 『Respect III』（2016年）収録。ダイアモンド✡ユカイはこの曲が「ハート・ブレイカー」に由来することはもちろんであるが、元々ムーディー・ブルースの雰囲気もあるので、ムーディー・ブルースをイメージしたアレンジをしたとインタビューで話した[14]。
- ACIDMAN - 『井上陽水トリビュート』（2019年）収録。
- さだまさし - 『アオハル49.69』（2021年）に収録[15]。
- 松下優也 - 『うたふぇち 伝わりますか』（2022年）収録